# Porto de Presidente Epitácio
O Porto de Presidente Epitácio é um porto fluvial, localizado na margem esquerda do rio Paraná, no município de Presidente Epitácio, no extremo oeste do estado de São Paulo.

## História
O porto foi construído em 1960 pela Ferrovia Paulista S/A (Fepasa), tendo como finalidade principal a interligação do trecho do rio Paraná, entre Guaíra (PR) e Jupiá, na divisa de São Paulo e Mato Grosso do Sul, pela Hidrovia Tietê-Paraná até o terminal ferroviário da antiga Estrada de Ferro Sorocabana. 
A construção teve a anuência do Departamento Nacional de Portos e Vias Navegáveis (DNPVN). Posteriormente a Portobras (AHRANA), e atual Codesp/AHRANA, teve participação importante na operacionalização do porto, através de aquisição de equipamentos. Em 1998, foi realizado o leilão de privatização da Malha Paulista da Fepasa e o consórcio vencedor Ferrovia Bandeirantes S/A (Ferroban), recebeu a concessão por 30 anos.
O antigo porto foi coberto pelas águas fluviais, causado pela Usina Hidrelétrica Engenheiro Sérgio Motta. Um novo porto foi construído entre 2001 e 2002, mas desde então, não houve nenhuma movimentação de carga devido a paralisação da ferrovia.

## Acesso

### Acesso ferroviário
O acesso ferroviário é feito pela Linha Tronco (Estrada de Ferro Sorocabana), em bitola métrica, atualmente operada pela Rumo Logística.

### Acesso rodoviário
Pela rodovia estadual SP-270/BR-267, que intercepta as rodovias SP-563/BR-158. A travessia do rio Paraná no local, entre as margens direita no estado de São Paulo e esquerda no Mato Grosso, é realizada através da Ponte Hélio Serejo .

### Acesso fluvial
O acesso fluvial se dá pela pelo rio Paraná.